# Byszyno
Byszyno [bɨ'ʃɨnɔ] (deutsch Boissin) ist ein Dorf der Woiwodschaft Westpommern in Polen. Es gehört zur Gmina Białogard (Gemeinde Belgard) im Powiat Białogardzki (Belgarder Kreis).

## Geographische Lage
Byszyno liegt am linken Parsęta-Ufer zehn Kilometer südöstlich von Białogard entfernt und ist über die Woiwodschaftsstraßen  DW 163 nach Połczyn-Zdrój (Bad Polzin) und DW 169 von  Bobolice (Bublitz) zu erreichen. Bahnstation ist Białogard an der Bahnstrecke Stargard Szczeciński–Gdańsk. In der Nähe liegt der See Jezioro Byszyńskie (Boissiner See).

## Geschichte

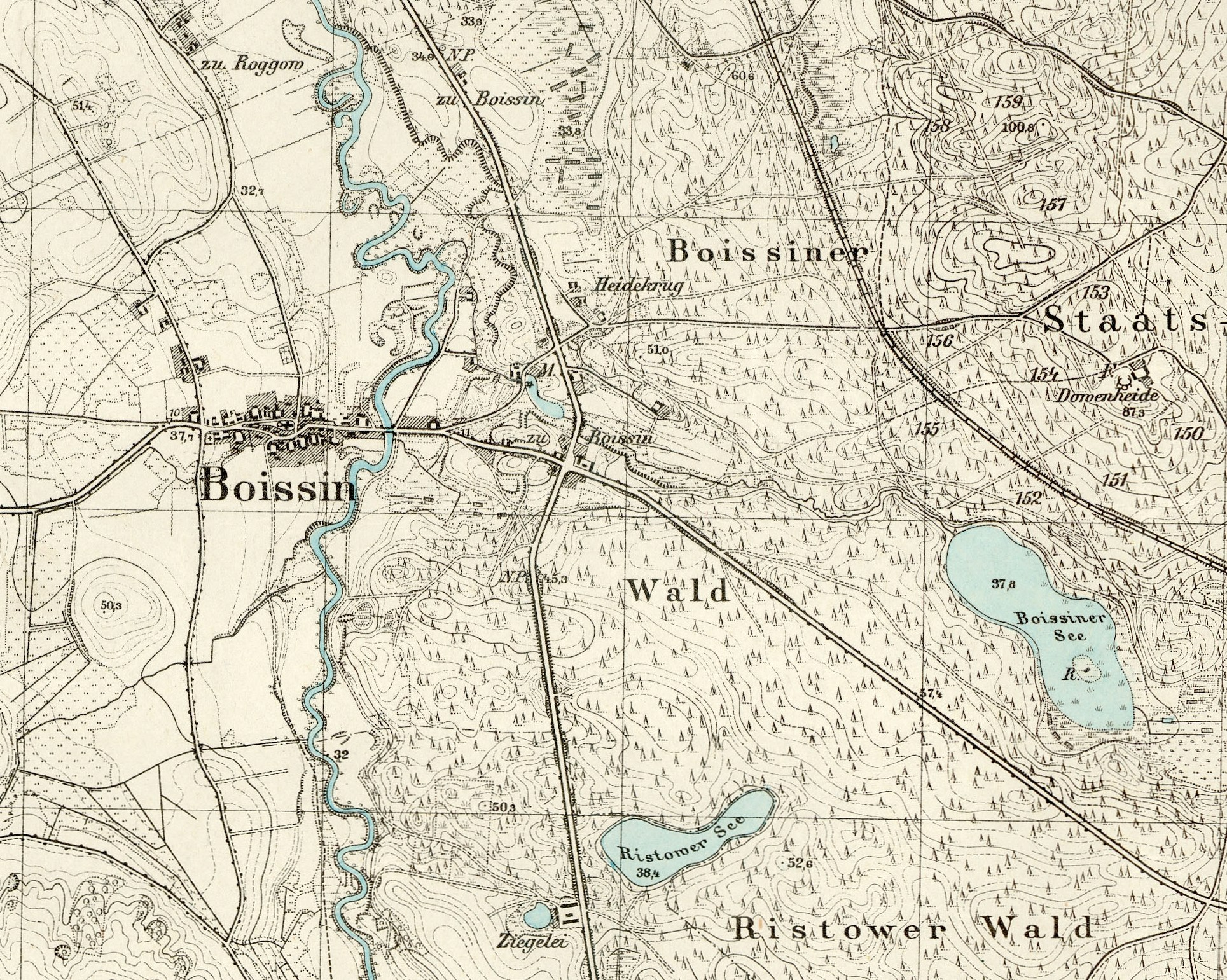
Boissin, 1891

Das Bauerndorf Boissin, früher auch „Boytz“ genannt, wurde 1524 urkundlich erwähnt, ist jedoch wohl schon älter. Zugehörig war bis 1945 Springkrug am rechten Ufer der Persante.
Im Jahre 1939 lebten in der 1.534,5 Hektar umfassenden Gemeinde 459 Einwohner in 99 Haushaltungen. Die meisten von ihnen waren in der Landwirtschaft tätig, einige auch in Industrie (Belgard) und Handwerk. Handwerk und Gewerbe waren in Boissin durch zwei Schmieden, eine Tischlerei und eine Stellmacherei vertreten, außerdem durch eine Schuhmacherei und eine Schneiderei sowie die Wassermühle mit Turbinenantrieb. Die Gastwirtschaft in der Ortsmitte war nicht nur für den Ort Mittelpunkt, sondern auch für die ganze Umgebung zu Anlässen unterschiedlichster Art.
Bis 1945 gehörte Boissin zum Landkreis Belgard (Persante). Das Dorf bildete mit den Gemeinden Naffin, Ristow, Lenzen und Zarnefanz das Amt Zarnefanz, das als Gesamtes dem Standesamtsbereich Lenzen zugeordnet war. Der zuständige Amtsgerichtsbereich war Belgard. Letzter Gemeindebürgermeister vor 1945 war Hugo Franz.
Am 3. und 4. März besetzten sowjetische Truppen das Dorf, und im darauffolgenden Herbst begann die Vertreibung. Boissin kam in polnische Hand und ist heute als Byszyno Ortsteil der Landgemeinde (gmina wiejska) Białogard.

## Kirche

### Kirchengemeinde
Boissin war bis 1945 eine eigene Kirchengemeinde, die mit den Nachbargemeinden Zarnefanz und Lenzen das Kirchspiel Lenzen bildete. Es lag im Kirchenkreis Belgard in der Kirchenprovinz Pommern der evangelischen Kirche der Altpreußischen Union. Im Jahre 1940 gehörten 3149 Gemeindeglieder zum Kirchspiel Lenzen, von denen 549 in der Kirchengemeinde Boissin wohnten.
Heute gehört Byszyno zum Kirchspiel Koszalin (Köslin) in der Diözese Pommern-Großpolen der polnischen Evangelisch-Augsburgischen Kirche.

### Dorfkirche
Die Byszynoer Kirche wurde in der zweiten Hälfte des 19. Jahrhunderts als rechteckige Feldsteinkirche errichtet. Die Giebel waren in Ziegelwerk gehalten. Die rundbogigen Fenster waren ursprünglich in Ziersteinen gefasst. Einen Turm oder Dachreiter gab es nicht. Die Glocken läuteten im Innern über dem Eingang im Giebel.

## Söhne und Töchter des Ortes
- Erich Haeger (1893–1993), deutscher Faunist, Lepidopterologe und Lehrer